# 张调鼎
張調鼎（16世紀—1649年4月6日（永曆三年二月乙卯）），字太羹，福建建寧府甌寧縣人，明朝、南明政治人物。

## 生平
張調鼎是天啓四年（1624年）甲子科福建鄉試舉人，崇禎四年（1631年）辛未科進士，吏部观政，崇禎五年（1632年）獲授華亭知縣，六年後（1638年）遷兵部车驾司主事，崇禎十二年（1639年）謫江西按察司检校，次年升南直隶太平府推官。
弘光初，外任常鎮副使，負責鑄造大砲火藥，不久調往溫處。隆武二年（1646年），到汀州催餉，隆武帝特別起用文臣守關，以張調鼎為僉都御史督餉，並和趙秉樞守永定關。福京淪陷，他投降清朝，除授廣東督學御史；後來支持李成棟反正，自太僕卿擢任兵部右侍郎，晉任尚書。永曆二年（1648年），他隨同李成棟攻打忠誠府，次年（1649年）兵敗而死。

## 引用
1. 1 2  錢海岳《南明史·卷三·本紀第三》：（永曆三年二月）乙卯，惠國公李成棟兵潰信豐，與尚書張調鼎等死之。
2. ↑  《崇祯四年辛未科三百五十名进士履历》：张调鼎，太羹，易一房，己酉六月二十九日生。瓯宁人，甲子九十一，会三百四十六，三甲二百五十六名。吏部政，壬申授華亭知县，戊寅升兵部车驾司主事，辞，己卯補江西按察司簡较，庚辰升南直太平推官。曾祖秉毓，贡生。祖應詔，知县、乙卯。父萬全，增生。
3. 1 2  錢海岳《南明史·卷五十七·列傳第三十三》：張調鼎，字太羹，甌寧人。崇禎四年進士。授華亭知縣，遷禮部主事。弘光初，出為嘗鎮副使，鑄大礮火藥。調溫處。
4. ↑  錢海岳《南明史·卷五十七·列傳第三十三》：隆武二年，催汀州餉。上特用文臣守關，以調鼎為僉都御史督餉，與趙秉樞守永定關。福京亡，降清，除廣東督學御史。後力贊成棟反正，自太僕卿擢兵部右侍郎，晉尚書。隨攻忠誠，兵敗死。